# Rockbox (projekt)
Rockbox är ett så kallat open source-projekt som utvecklar en alternativ programvara till en rad olika mp3-spelare. Projektet utökar användarens möjligheter att nyttja mp3-spelaren.